# Roger de Montcada i de Lloria
Roger de Montcada i de Lloria (1349 - 1413) fou un magnat i camarlenc reial. El seu pare era Pere de Montcada i de Lloria, i fruit del matrimoni amb Beatriu de Milany, fou senyor de la baronia de Milany i de Vallfogona, Tudela i Cartellà.
Amb Pere el Cerimoniós participà en l'expedició a Sardenya, la guerra contra Castella i custodià la reina Maria de Sicília. Amb Martí l'Humà fou camarlenc reial i governador de Sardenya (1398), València (1392 i 1398) i Mallorca (1401-1410). La possessió de la Baronia de Llagostera, que finalment seria per Elionor de Montcada i de Montcada, l'enfrontà amb la seva cunyada Elionor de Cervelló.